# William MacDonald (Offizier)
Sir William Lawrence Mary MacDonald GCB CBE DFC (* 11. August 1908 im County Cork, Irland; † 9. November 1984) war ein britischer Luftwaffenoffizier der Royal Air Force, der zuletzt von 1962 bis 1966 im Range eines Generals (Air Chief Marshal) Luftwaffensekretär (Air Secretary) im Luftfahrtministerium war.

## Leben

### Pilotenausbildung und Zweiter Weltkrieg
MacDonald begann nach dem Besuch des im Dubliner Vorort Castleknock gelegenen Castleknock College  am 27. April 1929 seine fliegerische Ausbildung an der No. 3 Flying Training School RAF auf dem Militärflugplatz RAF Cranwell. Er wurde nach deren Beendigung am 27. April 1930 als Soldat auf Zeit (Short Service Commission) in die RAF aufgenommen und zum Leutnant (Pilot Officer) befördert. Im Anschluss fand er Verwendung als Pilot beim No. 19(F) Squadron RAF, wo er am 14. Oktober 1930 auch zum Oberleutnant (Flying Officer) befördert wurde. Nach dem Besuch eines Flugausbilderlehrgangs an der Central Flying School auf dem Militärflugplatz RAF Upavon wurde im Januar 1933 seine Dienstzeit als Soldat auf Zeit verlängert (Medium Service Commission), so dass er anschließend ab dem 14. März 1933 an einem weiteren Flugausbilderlehrgang an der Zentralen Flugschule teilnehmen konnte.
Im Anschluss wurde MacDonald am 26. September 1933 selbst Flugausbilder QFI (Qualified Flying Instructor) an der No. 4 Flying Training School RAF auf dem Militärflughafen RAF Abu Sueir in Ägypten, an der er nach seiner Beförderung zum Hauptmann (Flight Lieutenant) am 14. Oktober 1934 im Jahr 1935 weitere Zusatzqualifikationen als Fluglehrer erwarb. Im Anschluss wurde er am 1. März 1936 auf Luftwaffenstützpunkt RAF Ramlah Pilot des britischen Botschafters in Ägypten, Miles Lampson, und in dieser Funktion am 1. Juni 1936 auch Berufssoldat (Permanent Commission). Nach seiner dortigen Beförderung zum Major (Squadron Leader) am 1. Juni 1938 übernahm er am 1. Oktober 1938 seinen ersten Befehlsposten, und zwar als Kommandeur (Commanding Officer) der mit Kampfflugzeugen vom Typ Fairey Battle ausgestatteten No. 150 Squadron RAF. Er nahm mit seiner Einheit während des Westfeldzuges an Luftkämpfen gegen Messerschmitt Bf 109-Verbände der deutschen Luftwaffe über Frankreich teil und wurde bei fünf Flügen fünf Mal abgeschossen, wobei ihm jedes Mal der Absprung mit dem Fallschirm oder Notlandungen auf nicht feindlichem Gebiet gelang und auch seine Crew jedes Mal nur leicht verletzt wurde. Am 20. Februar 1940 wurde ihm das Distinguished Flying Cross (DFC) verliehen.
Im Anschluss wurde MacDonald am 1. Juli 1940 in den Stab der No. 1 Group RAF auf dem Luftwaffenstützpunkt RAF High Wycombe versetzt, ehe er im November 1943 Kommandeur der No. 137 Wing RAF wurde. Für seine Verdienste wurde er am 2. Juni 1943 erstmals im Kriegsbericht erwähnt (Mentioned in dispatches). Zuletzt wurde er am 20. November 1944 Stabsoffizier für Verwaltungsaufgaben AOA (Air Officer in charge of Administration) der zur 2. Taktischen Luftflotte 2TAF (RAF Second Tactical Air Force) gehörenden No. 84 Group RAF und verblieb dort bis nach dem Ende des Zweiten Weltkrieges. Einen Monat nach Antritt dieses Postens wurde er am 1. Dezember 1944 auch zum Oberstleutnant (Wing Commander) befördert und am 1. Januar 1945 zum zweiten Mal im Kriegsbericht erwähnt.

### Nachkriegszeit und Aufstieg zum Air Chief Marshal
Nach Kriegsende wurde MacDonald am 1. Januar 1946 Commander des Order of the British Empire (CBE) und 1946 Kommandant der Central Flying School. Als solcher wurde er am 1. Oktober 1946 zum Oberst (Group Captain) befördert. Im Anschluss nahm er ab 1948 an einem Austauschprogramm der US Air Force teil und wurde nach seiner Rückkehr 1950 stellvertretender Planungsdirektor im Gemeinsamen Planungsstab der Luftwaffe.
Nach seiner Beförderung zum Air Commodore am 1. Januar 1952 übernahm MacDonald am 1. April 1952 zunächst den Posten als Kommandeur AOC (Air Officer Commanding) der No. 230 Group RAF sowie zwei Monate später am 1. Juni 1952 als Kommandeur des daraus hervorgegangenen Luftwaffenhauptquartier AHQ (Air Headquarters) Burma.
MacDonald kehrte anschließend nach Großbritannien zurück und wurde am 1. Juli 1954 zum Generalmajor (Air Vice Marshal) befördert. Kurz darauf erfolgte am 8. September 1954 seine Ernennung zum Assistierenden Chef des Luftwaffenstabes für den Nachrichtendienst (Assistant Chief of the Air Staff (Intelligence)). Am 2. Januar 1956 wurde er auch Companion des Order of the Bath (CB).
Daraufhin wurde MacDonald am 26. November 1958 Nachfolger von Air Marshal Hubert Patch als Oberkommandierender der Luftstreitkräfte im Mittleren Osten (RAF Middle East Air Force). Am 1. Januar 1959 wurde er am 1. Januar 1959 zum Knight Commander des Order of the Bath (KCB) geschlagen, so dass er fortan den Namenszusatz „Sir“ führte. Ein Jahr später wurde er am 1. Januar 1960 selbst zum Generalleutnant (Air Marshal) befördert und übernahm am 16. August 1960 nach der Unabhängigkeit der Republik Zypern von Großbritannien zusätzlich die Funktion als Leiter der Verwaltung der Militärbasen auf Zypern SBAA (Sovereign Base Areas Administration). Nach der Reorganisation der RAF Middle East Air Force war er seit dem 1. März 1961 Oberkommandierender der Luftstreitkräfte im Nahen Osten (RAF Near East Air Force) sowie in Personalunion Befehlshaber der britischen Streitkräfte im Nahen Osten (British Forces Near East), aus denen die heutigen British Forces Cyprus hervorgingen. In diese Zeit fielen die Diskussionen über die Ausstattung der dortigen Luftstreitkräfte mit taktischen Bomber-Aufklärern vom Typ BAC TSR.2 oder strategischen Jagdbombern vom Typ General Dynamics F-111 auszustatten. Letztlich kam es doch zur Ausstattung mit den strategischen Langstreckenbombern vom Typ Avro Vulcan aus britischer Produktion. Sein Nachfolger als Oberkommandierender der Near East Air Force sowie der British Forces Cyprus wurde am 16. Juli 1962 Air Marshal Denis Barnett.
Zuletzt wurde MacDonald am 22. Oktober 1962 Nachfolger von Air Chief Marshal Theodore McEvoy als Luftfahrtsekretär (Air Secretary) und damit als Verantwortlicher für die Laufbahnplanung, Beförderungen und Ernennungen von Offizieren der RAF im Luftfahrtministerium (Air Ministry). Am 1. September 1963 wurde er zum General (Air Chief Marshal) befördert. Auf diesem Posten verblieb er bis zu seinem Ausscheiden aus dem aktiven militärischen Dienst am 11. August 1966. Sein Nachfolger als Air Secretary wurde Air Marshal Donald Randell Evans. Zugleich war er vom 6. April 1965 bis zum 12. August 1966 auch Aide-de-camp von Königin Elisabeth II. für die Luftwaffe. 
Am 12. Juni 1965 wurde er zum Knight Grand Cross des Order of the Bath (GCB) erhoben. Er wurde ferner mit dem Ritterkreuz der Ehrenlegion sowie dem Croix de guerre geehrt. Nach seinem Tode wurde er auf dem Ship Lane Cemetery in Farnborough beigesetzt.